# اچ‌ام‌اس لیناریا (کی۲۸۲)
اچ‌ام‌اس لیناریا (کی۲۸۲) (به انگلیسی: HMS Linaria (K282)) یک کشتی بود که طول آن ۲۰۵ فوت (۶۲ متر) بود. این کشتی در سال ۱۹۴۲ ساخته شد.